# Lijst van voetbalinterlands Litouwen - San Marino
Deze lijst van voetbalinterlands is een overzicht van alle officiële voetbalwedstrijden tussen de nationale teams van Litouwen en San Marino. De landen speelden tot op heden vijf keer tegen elkaar, te beginnen met een kwalificatiewedstrijd voor het Wereldkampioenschap voetbal 2006 op 8 september 2004 in Kaunas. Het laatste duel, een vriendschappelijke wedstrijd, vond plaats in Serravalle op 25 maart 2022.

## Wedstrijden
| № | Plaats     | Datum            | Competitie           | Wedstrijd             | Uitslag |
| - | ---------- | ---------------- | -------------------- | --------------------- | ------- |
| 1 | Kaunas     | 8 september 2004 | WK 2006 kwalificatie | Litouwen – San Marino | 4 – 0   |
| 2 | Serravalle | 17 november 2004 | WK 2006 kwalificatie | San Marino – Litouwen | 0 – 1   |
| 3 | Serravalle | 8 september 2014 | EK 2016 kwalificatie | San Marino − Litouwen | 0 − 2   |
| 4 | Vilnius    | 8 september 2015 | EK 2016 kwalificatie | Litouwen − San Marino | 2 − 1   |
| 5 | Serravalle | 25 maart 2022    | Vriendschappelijk    | San Marino − Litouwen | 1 − 2   |

## Samenvatting
| Competitie        | Totaal gespeeld | Winst Litouwen | Gelijk | Winst San Marino | Doelsaldo Litouwen – San Marino |
| ----------------- | --------------- | -------------- | ------ | ---------------- | ------------------------------- |
| WK-kwalificatie   | 2               | 2              | 0      | 0                | 5 − 0                           |
| EK-kwalificatie   | 2               | 2              | 0      | 0                | 4 − 1                           |
| Vriendschappelijk | 1               | 1              | 0      | 0                | 2 − 1                           |
| Totaal            | 5               | 5              | 0      | 0                | 11 − 2                          |

## Details

### Eerste ontmoeting
| WK 2006 kwalificatie (Kaunas, Litouwen, 8 september 2004):                                 |       |            |
| Litouwen                                                                                   | 4 – 0 | San Marino |
| Edgaras Jankauskas 18' Edgaras Jankauskas 50' Tomas Danilevičius 65' Andrius Gedgaudas 90' | goals |            |

### Tweede ontmoeting
| WK 2006 kwalificatie (Serravalle, San Marino, 17 november 2004): |       |                         |
| San Marino                                                       | 0 – 1 | Litouwen                |
|                                                                  | goals | 41' Deividas Česnauskis |

### Derde ontmoeting
| EK 2016 kwalificatie (scheidsrechter Libor Kovařík, Serravalle, 8 september 2014):                                                                                           |              | |
| San Marino | 0 – 2        | Litouwen |
| | goals        | 41' Deivydas Matulevičius 36' Arvydas Novikovas |
| Pierangelo Manzaroli | bondscoach   | Igoris Pankratjevas |
| Aldo Simoncini Fabio Vitaioli Davide Simoncini Manuel Battistini Cristian Brolli Alex Gasperoni Giovanni Bonini 87' Luca Tosi 56' Andy Selva Matteo Vitaioli José Hirsch 76' | opstellingen | Giedrius Arlauskis Marius Žaliūkas Georgas Freidgeimas Tadas Kijanskas Karolis Chvedukas 66' Mindaugas Panka Vaidas Slavickas Mindaugas Kalonas Arvydas Novikovas 86' Deivydas Matulevičius 90' Fiodor Černych |
| Michele Cervellini 56' Mattia Stefanelli 76' Lorenzo Buscarini 87' | wissels      | 66' Gediminas Vičius 86' Simonas Stankevičius 90' Mantas Kuklys |
| Alex Gasperoni 45+1' Manuel Battistini 72' Michele Cervellini 85' | gele kaarten | 89' Gediminas Vičius |
| - Debuut van José Hirsch (SS Cosmos) en Mattia Stefanelli (San Marino Calcio) voor San Marino.                                                                               |              | |

### Vierde ontmoeting
| EK 2016 kwalificatie (scheidsrechter Clayton Pisani, Vilnius, 8 september 2015): |              | |
| Litouwen | 2 – 1        | San Marino |
| Fiodor Černych 7' Lukas Spalvis 90+2' | goals        | 55' Matteo Vitaioli |
| Igoris Pankratjevas | bondscoach   | Pierangelo Manzaroli |
| Giedrius Arlauskis Marius Žaliūkas Linas Klimavičius Georgas Freidgeimas Linas Pilibaitis 82' Vaidas Slavickas 73' Artūras Žulpa Arvydas Novikovas Vykintas Slivka 53' Fiodor Černych Lukas Spalvis | opstellingen | Elia Benedettini Fabio Vitaioli Alessandro Della Valle Mirko Palazzi Cristian Brolli Nicola Chiaruzzi 69' Lorenzo Gasperoni Manuel Battistini 80' Matteo Vitaioli Danilo Ezequiel Rinaldi 73' Mattia Stefanelli |
| Vytautas Černiauskas 53' Deivydas Matulevičius 73' Karolis Chvedukas 82' | wissels      | 69' Maicol Berretti 73' José Hirsch 80' Andy Selva |
| Arvydas Novikovas 60' Lukas Spalvis 83' | gele kaarten | 26' Manuel Battistini 40' Mattia Stefanelli 66' Cristian Brolli 67' Nicola Chiaruzzi |
| Giedrius Arlauskis , 50' | rode kaarten | |
| - Eerste doelpunt van San Marino in een uitwedstrijd sinds 25 april 2001 (einde van een reeks van 81 interlands).                                                                                   |              | |

LFF · A-internationals · Bondscoaches · Statistieken · Litouws vrouwenelftal · Olympisch elftal · Litouwen U21 · Litouwen U20 · Litouwen U19 · Litouwen U18 · Litouwen U17 · Litouwen U16
1923 – 1929 ·
1930 – 1939 ·
1940 – 1949 ·
1950 – 1989 · 
1990 – 1999 ·
2000 – 2009 ·
2010 – 2019 ·
2020 − 2029
1923 · 
1924 · 
1925 · 
1926 · 
1927 · 
1928 · 
1929 · 
1930 · 
1931 · 
1932 · 
1933 · 
1934 · 
1935 · 
1936 · 
1937 · 
1938 · 
1939 · 
1940 · 
1941–1944 · 
1945 · 
1946 · 
1947 · 
1948 · 
1949 · 
1950–1955 · 
1956 · 
1957–1978 · 
1979 · 
1980–1989 · 
1990 · 
1991 · 
1992 · 
1993 · 
1994 · 
1995 · 
1996 · 
1997 · 
1998 · 
1999 · 
2000 · 
2001 · 
2002 · 
2003 · 
2004 · 
2005 · 
2006 · 
2007 · 
2008 · 
2009 · 
2010 · 
2011 · 
2012 · 
2013 · 
2014 · 
2015 · 
2016 · 
2017 ·
2018 ·
2019 ·
2020 ·
2021
Albanië ·
Andorra ·
Argentinië ·
Armenië ·
Azerbeidzjan ·
België ·
Bosnië en Herzegovina ·
Brazilië ·
Bulgarije ·
Chili ·
Cyprus ·
Denemarken ·
Duitsland ·
Egypte ·
Engeland ·
Estland ·
Faeröer ·
Finland ·
Frankrijk ·
Georgië ·
Gibraltar ·
Griekenland ·
Hongarije ·
Ierland ·
IJsland ·
Indonesië ·
Iran ·
Israël ·
Italië ·
Joegoslavië ·
Jordanië ·
Kazachstan ·
Koeweit ·
Kosovo ·
Kroatië ·
Letland ·
Liechtenstein ·
Luxemburg ·
Mali ·
Malta ·
Moldavië ·
Montenegro ·
Nieuw-Zeeland ·
Noord-Ierland ·
Noord-Macedonië ·
Noorwegen ·
Oekraïne ·
Oostenrijk ·
Polen ·
Portugal ·
Roemenië ·
Rusland ·
San Marino ·
Saoedi-Arabië ·
Schotland ·
Servië ·
Servië en Montenegro ·
Slovenië ·
Slowakije ·
Spanje ·
Tsjechië ·
Turkije ·
Turkmenistan ·
Verenigde Arabische Emiraten ·
Wit-Rusland ·
Zweden ·
Zwitserland
FSGC · A-internationals · Bondscoaches · Statistieken · San Marino U21 · San Marino U19 · San Marino U18 · San Marino U17 · San Marino U16
1986 – 1989 · 1990 – 1999 · 2000 – 2009 · 2010 – 2019 · 2020 – 2029
2000 · 2001 · 2002 · 2003 · 2004 · 2005 · 2006 · 
Albanië · 
Andorra ·
Azerbeidzjan ·
België · 
Bosnië en Herzegovina · 
Bulgarije ·
Canada ·
Cyprus ·
Denemarken ·
Duitsland · 
Engeland · 
Estland · 
Faeröer · 
Finland · 
Gibraltar · 
Griekenland · 
Hongarije · 
Ierland · 
IJsland ·
Israël · 
Italië · 
Kaapverdië ·
Kazachstan ·
Kosovo ·
Kroatië · 
Letland · 
Libanon · 
Liechtenstein · 
Litouwen · 
Luxemburg ·
Malta ·
Moldavië ·
Montenegro ·
Nederland · 
Noord-Ierland · 
Noorwegen ·
Oekraïne ·
Oostenrijk · 
Polen · 
Roemenië · 
Rusland · 
Saint Kitts en Nevis ·
Saint Lucia ·
Schotland · 
Servië en Montenegro · 
Seychellen ·
Slovenië · 
Slowakije · 
Spanje · 
Syrië ·
Tsjechië · 
Turkije · 
Wales · 
Wit-Rusland · 
Zweden · 
Zwitserland
Nederland (2011)